# Захаров Олександр Вікторович
Олександр Вікторович Захаров (нар. 11 серпня 1969, Курськ, РРФСР, СРСР) — колишній радянський та російський футболіст, захисник. Мав також й український паспорт. Майстер спорту.

## Життєпис
Починав футбольну кар'єру в клубі другої ліги «Іскра (Смоленськ)». У 1990 році молодого гравця запросили вже в клуб вищої ліги, в московське «Динамо». У новій команді він дебютував 11 липня 1990 року в матчі 14-го туру проти «Паміру». Всього в тому сезоні Захаров провів 4 матчі, а клуб став бронзовим призером першості.
У 1991 році в першій частині чемпіонату він зіграв 17 матчів і в серпні перейшов до дніпропетровського «Дніпра», в якому виступав решту чемпіонату. Далі Олександр продовжив виступати за клуб в чемпіонаті України. Всього за «Дніпро» він зіграв 122 матчі, забивши 9 м'ячів.
У 1996 році Захаров перейшов до «Кривбасу», але провівши всього 2 матчі виїхав до |Ізраїлю. У чемпіонаті Ізраїлю виступав за «Хапоель» з міста Беер-Шева. Однак в новому клубі зіграв лише 4 матчі і в 1997 році повернувся до Дніпропетровська. За «Дніпро» він провів кілька матчів і в 1999 році став гравцем смоленського «Кристалу». Однак в Смоленську довго не затримався і переїхав до Білорусі, де виступав за «Торпедо-МАЗ», а потім повернувся в Україні, де грав за аматорську, на той час, «Сталь» з Дніпродзержинська.
Завершив професійну кар'єру гравця в 2002 році в клубі «Торпедо» із Запоріжжя. Після завершення кар'єри повернувся до Курську, де працює в рідному для себе «ДЮСШ-4» тренером.